# Tofta (Halland)
Tofta – miejscowość (tätort) w Szwecji, w regionie administracyjnym (län) Halland, w gminie Varberg.
Według danych Szwedzkiego Urzędu Statystycznego liczba ludności wyniosła: 486 (31 grudnia 2015), 497 (31 grudnia 2018) i 501 (31 grudnia 2019).